# Borgia (Italie)
Pour les articles homonymes, voir Borgia (homonymie).
Borgia est une commune de la province de Catanzaro dans la région Calabre en Italie. Le site archéologique de Scolacium se trouve sur son territoire.

## Histoire
La ville fut ruinée par un tremblement de terre en 1783. 

## Administration
| Période                                  | Période  | Identité        | Étiquette          | Qualité |
| ---------------------------------------- | -------- | --------------- | ------------------ | ------- |
| 30 mai 2006                              | En cours | Domenico Rijllo | Unione Democratica |         |
| Les données manquantes sont à compléter. |          |                 |                    |         |

### Hameaux
Roccelletta, Vallo

### Communes limitrophes
Catanzaro, Girifalco, San Floro, Squillace